# Holly Springs (Mississippi)
Holly Springs is een plaats (city) in de Amerikaanse staat Mississippi, en valt bestuurlijk gezien onder Marshall County.

## Bezienswaardigheden
Van 1990 tot 2014 bevond zich hier het museum Graceland Too dat gewijd was aan Elvis Presley.

## Demografie
Bij de volkstelling in 2000 werd het aantal inwoners vastgesteld op 7957.
In 2006 is het aantal inwoners door het United States Census Bureau geschat op 7964, een stijging van 7 (0.1%).

## Geografie
Volgens het United States Census Bureau beslaat de plaats een oppervlakte van
33,0 km², waarvan 32,9 km² land en 0,1 km² water. Holly Springs ligt op ongeveer 146 m boven zeeniveau.

## Plaatsen in de nabije omgeving
De onderstaande figuur toont nabijgelegen plaatsen in een straal van 32 km rond Holly Springs.

## Geboren
- Ida Wells (1862-1931), burgerrechten-activiste
- Syl Johnson (1936-2022), muzikant
- Dan Greer (1942), zanger en songwriter